# Викенд у небо
„Викенд у небо” је југословенски ТВ филм из 1963. године. Режирао га је Арса Милошевић а сценарио је написао Бранислав Ђуричић.

## Улоге
| Глумац                  | Улога |
| ----------------------- | ----- |
| Љубиша Бачић            |       |
| Радмило Ћурчић          |       |
| Љубомир Дидић           |       |
| Тома Курузовић          |       |
| Зоран Лонгиновић        |       |
| Бранка Митић            |       |
| Михајло Бата Паскаљевић |       |